# Велоспорт на літніх Олімпійських іграх 2008
Змагання з велоспорту на XXIX літніх Олімпійських іграх пройшли з 9 по 23 серпня. Трекові гонки, маунтінбайк і BMX пройшли у велокомплексі Лаошань, а шосейні гонки були проведені на різних вулицях Пекіна.

## Медалі

### Загальний залік
(Жирнимвиділено найбільшу кількість медалей у своїй категорії; приймаюча країна також виділена) 
| Загальна кількість медалей |                 |        |        |        |        |
| Місце                      | Країна          | Золото | Срібло | Бронза | Всього |
| 1                          | Велика Британія | 8      | 4      | 2      | 14     |
| 2                          | Франція         | 2      | 3      | 1      | 6      |
| 3                          | Іспанія         | 2      | 1      | 1      | 4      |
| 4                          | США             | 1      | 1      | 3      | 5      |
| 5                          | Німеччина       | 1      | 1      | 1      | 3      |
| 6                          | Швейцарія       | 1      | 1      | 2      | 4      |
| 7                          | Аргентина       | 1      | 0      | 0      | 1      |
| 7                          | Латвія          | 1      | 0      | 0      | 1      |
| 7                          | Нідерланди      | 1      | 0      | 0      | 1      |
| 10                         | Швеція          | 0      | 2      | 0      | 2      |
| 11                         | Нова Зеландія   | 0      | 1      | 1      | 2      |
| 12                         | Австралія       | 0      | 1      | 0      | 1      |
| 12                         | Данія           | 0      | 1      | 0      | 1      |
| 12                         | Куба            | 0      | 1      | 0      | 1      |
| 12                         | Польща          | 0      | 1      | 0      | 1      |
| 16                         | Росія           | 0      | 0      | 3      | 3      |
| 17                         | Італія          | 0      | 0      | 1      | 1      |
| 17                         | Китай           | 0      | 0      | 1      | 1      |
| 17                         | Україна         | 0      | 0      | 1      | 1      |
| 17                         | Японія          | 0      | 0      | 1      | 1      |

### Призери

#### Трекові гонки

##### Чоловіки
| Дисципліна                         | Золото                                                                      | Срібло | Бронза                                                                                |
| Індивідуальна гонка переслідування | Бредлі Віґґінз · Велика Британія                                            | Гейден Ролстон · Нова Зеландія                                                                                | Стівен Берк · Велика Британія                                                         |
| Командна гонка переслідування      | Велика Британія · Ед Кленсі · Пол Меннінг · Джерейнт Томас · Бредлі Уїггинс | Данія · Міхаель Меркев · Каспер Єргенсен · Єнс-Ерік Мадсен · Алекс Нікі Расмуссен · Міхаель Ферко Крістінсен* | Нова Зеландія · Сем Б'юлі · Гейден Ролстон · Марк Раян · Джессі Серджент · Веслі Гаф* |
| Спринт                             | Кріс Гой · Велика Британія                                                  | Джейсон Кенні · Велика Британія                                                                               | Мікаель Бурґен · Франція                                                              |
| Командний спринт                   | Велика Британія · Кріс Гой · Джейсон Кенні · Джеймі Стафф                   | Франція · Грегорі Боже · Кевен Сіро · Арно Турнан                                                             | Німеччина · Рене Ендерс · Максиміліан Леві · Штефан Німке                             |
| Гонка по очках                     | Хоан Лланерас · Іспанія                                                     | Рогер Клюге · Німеччина                                                                                       | Кріс Ньютон · Велика Британія                                                         |
| Кейрін                             | Кріс Гой · Велика Британія                                                  | Росс Едгар · Велика Британія                                                                                  | Наґай Кійофумі · Японія                                                               |
| Медісон                            | Аргентина · Хуан Естебан Куручет · Вальтер Фернандо Перес                   | Іспанія · Хоан Лланерас · Антоніо Таулер                                                                      | Росія · Михайло Ігнатьєв · Олексій Марков                                             |

* — учасники лише попередніх заїздів

##### Жінки
| Дисципліна           | Золото                              | Срібло                            | Бронза                     |
| Гонка переслідування | Ребекка Ромеро · Велика Британія    | Венді Гувенаґел · Велика Британія | Леся Калитовська · Україна |
| Спринт               | Вікторія Пендлтон · Велика Британія | Анна Мірс · Австралія             | Гуо Шуан · Китай           |
| Гонка за очками      | Маріанне Вос · Нідерланди           | Йоанка Гонсалес · Куба            | Лейре Олаберрія · Іспанія  |

#### Шосейні гонки
| Дисципліна                | Золото                        | Срібло                        | Бронза                     |
| Групова гонка, чоловіки   | Самуель Санчес · Іспанія      | Фаб'ян Канчеллара · Швейцарія | Олександр Колобнєв · Росія |
| Роздільна гонка, чоловіки | Фаб'ян Канчеллара · Швейцарія | Ґустав Ларссон · Швеція       | Леві Лейфеймер · США       |
| Групова гонка, жінки      | Ніколь Кук · Велика Британія  | Емма Юханссон · Швеція        | Тетяна Гудерцо · Італія    |
| Роздільна гонка, жінки    | Крістін Армстронг · США       | Емма Пулі · Велика Британія   | Карін Тюріг · Швейцарія    |

#### Маунтінбайк
| Дисципліна | Золото                   | Срібло                     | Бронза                   |
| Чоловіки   | Жюльєн Абсалон · Франція | Жан-Крістоф Перо · Франція | Ніно Шуртер · Швейцарія  |
| жінки      | Сабіне Шпітц · Німеччина | Майя Влощовська · Польща   | Ірина Калентьева · Росія |

#### BMX
| Дисципліна | Золото                       | Срібло                        | Бронза               |
| чоловіки   | Маріс Штромбергс · Латвія    | Майкл Дей · США               | Донні Робінсон · США |
| Жінки      | Анн-Каролін Шоссон · Франція | Лаетісія Ле Корґійє · Франція | Джилл Кінтнер · США  |

## Кваліфікація
У трекових гонках кожний Національний олімпійський комітет міг виставити до двох спортсменів у всіх індивідуальних дисциплінах окрім гонок за очками і по одній команді у командних змаганнях. Кваліфікація проходила на чемпіонатах світу, кубках світу, B-чемпіонатах світу та також згідно з рейтингами Міжнародного союзу велосипедистів (МСВ) на 30 травня 2008 року. Також, тристороння комісія могла виділити додаткові місця у різних дисциплінах. Збірні, які кваліфіковали свої команди у командних гонках, могли виставити по одному спортсмену в аналогічних індивідуальних дисциплінах.
У шосейних гонках кожна країна могла виділити до п'яти спортсменів у чоловіків і до трьох у жінок згідно з результатами світових та континентальних першостей.
У маунтинбайку максимальною квотою для чоловіків було три місця, а у жінок два. За основу бралися рейтинги МСВ, а також результати першостей Азії, Африки, Америки та Океанії.
У BMX спортсмени відбиралися за рейтингом МСВ та чемпіонату світу.

## Календар
| Відбіркові | Фінали |

| Серпень     | 9 | 10 | 11 | 12 | 13 | 14 | 15 | 16 | 17 | 18 | 19 | 20 | 21 | 22 | 23 |
| ----------- | - | -- | -- | -- | -- | -- | -- | -- | -- | -- | -- | -- | -- | -- | -- |
| Велотрек    |   |    |    |    |    |    | 1  | 3  | 1  | 2  | 3  |    |    |    |    |
| велошосе    | 1 | 1  |    |    | 2  |    |    |    |    |    |    |    |    |    |    |
| Маунтінбайк |   |    |    |    |    |    |    |    |    |    |    |    |    | 1  | 1  |
| BMX         |   |    |    |    |    |    |    |    |    |    |    |    | 2  |    |    |

## Країни
| - Австралія (28) - Австрія (6) - Алжир (1) - Аргентина (10) - Білорусь (5) - Бельгія (11) - Болгарія (2) - Бразилія (5) - Велика Британія (22) - Угорщина (5) - Венесуела (4) - Німеччина (20) - Гонконг (4) - Греція (4) - Данія (15) - Зімбабве (1) - Іран (3) | - Ірландія (4) - Іспанія (19) - Італія (15) - Казахстан (3) - Канада (15) - Китай (12) - Колумбія (13) - Коста-Рика (2) - Куба (4) - Латвія (5) - Лівія (1) - Литва (8) - Люксембург (3) - Маврикій (1) - Малайзія (3) - Мексика (2) | - Молдова (1) - Намібія (2) - Нідерланди (22) - Нова Зеландія (17) - Норвегія (8) - Польща (11) - Португалія (2) - Росія (22) - Сальвадор (2) - Сербія (2) - Словаччина (4) - Словенія (6) - США (24) - Тайланд (1) - Китайський Тайбей (1) - Туніс (1) | - Туреччина (1) - Узбекистан (1) - Україна (16) - Уругвай (1) - Франція (28) - Хорватія (3) - Чехія (12) - Чилі (5) - Швейцарія (14) - Швеція (8) - Еквадор (1) - Естонія (4) - Південно-Африканська Республіка (8) - Південна Корея (4) - Ямайка (1) - Японія (14) |